# Crieff
Crieff (Craoibh in gaelico) è la seconda città in ordine di grandezza della regione di Perth e Kinross in Scozia. È soprattutto un piccolo borgo che sta diventando meta di turismo locale. Crieff conta all'incirca 6.000 abitanti.

## Collegamenti esterni

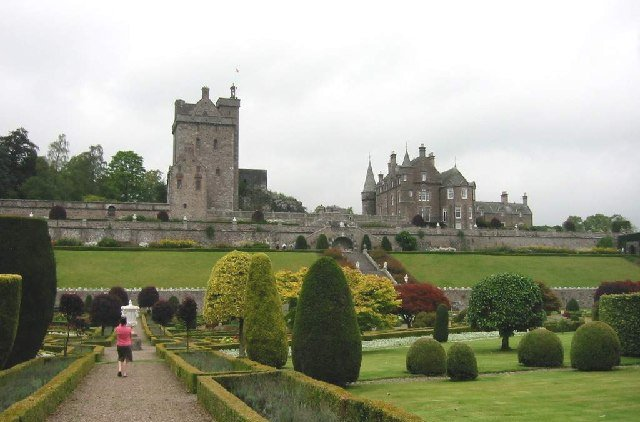
Il castello Drummond, nei pressi di Crieff

## Monumenti e luoghi d'interesse
- Castello Drummond